# Biometeorologická předpověď
Biometeorologická předpověď může být
- předpověď biometeorologické zátěže
- tepelná zátěž lidského organismu – stanovena na základě indexu UTCI (Universal Thermal Climate Index), který kombinuje současný vliv teploty vzduchu, vlhkosti vzduchu, rychlosti větru a krátkovlnného i dlouhovlnného záření na povrch lidského těla

zvířecí aktivita
- předpověď aktivity klíštěte
- předpověď aktivity komárů
- předpověď vývoje kůrovce
- tepelná zátěž hospodářských zvířat – index převádí hodnotu venkovní pocitové teploty na stupeň zátěže teplem, respektive chladem. Umožňuje hodnotit míru zátěže působící na venku se pasoucí domácí hospodářská zvířata

rostliny a houby
- předpověď pylové situace (viz pylová alergie)
- pravděpodobnost růstu hub
- předpověď fenologického vývoje